# 旧制中等教育学校の一覧 (広島県)

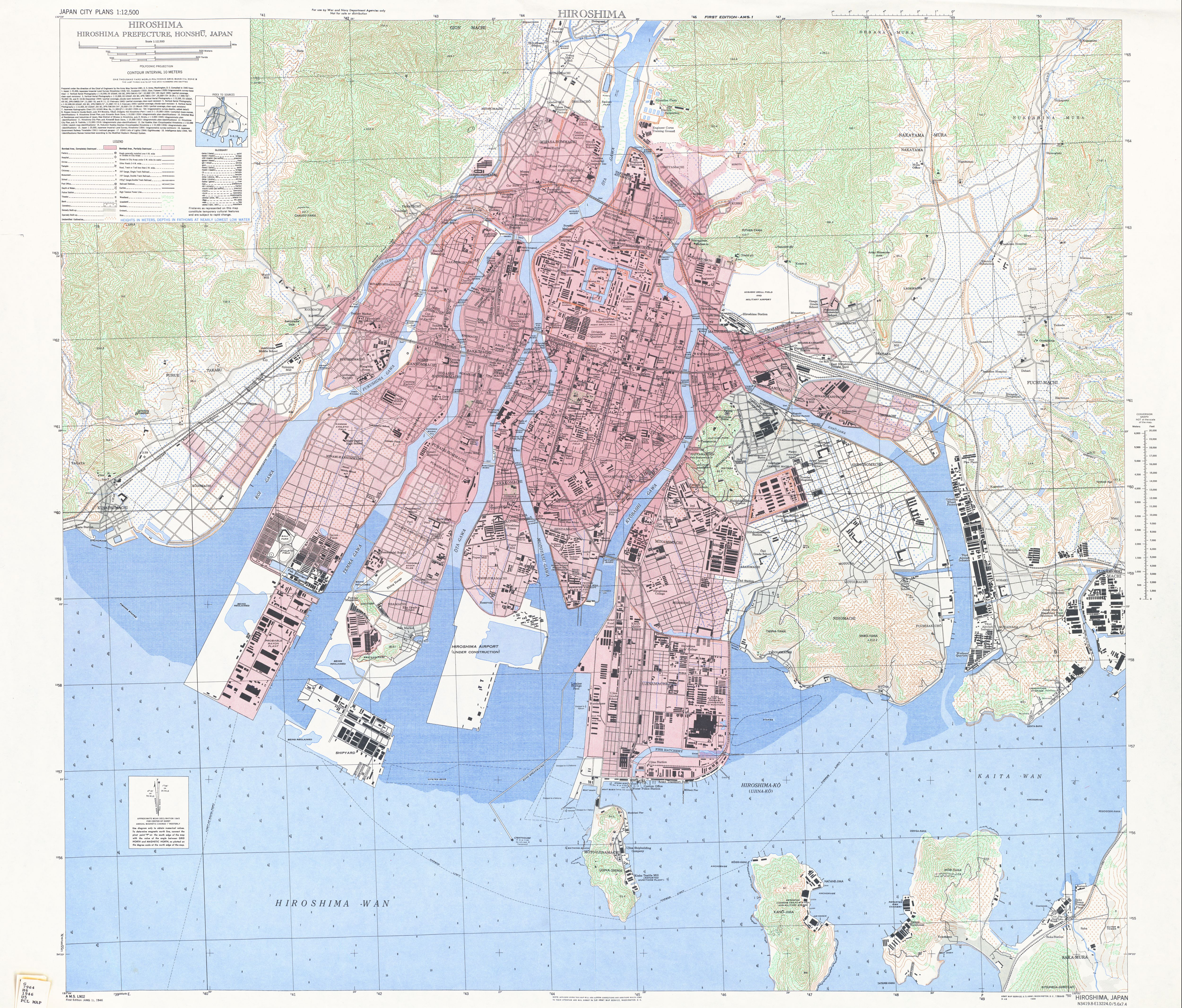
1945年米軍作成の広島市地図。当時の教育機関がローマ字表記で書かれている。

広島県における旧制中等教育学校の一覧（きゅうせいちゅうとうきょういくがっこうのいちらん）とは、学制改革前（第二次世界大戦前）の広島県内での旧学制の中等教育学校をまとめた一覧である。

## 旧制中学校

### 官立
- 広島高等師範学校附属中学校（1905年）⇒《新制》広島高等師範学校附属中学校・高等学校 ⇒ 広島大学広島高等師範学校附属中学校・高等学校 ⇒ 広島大学教育学部附属東千田中学校・高等学校 ⇒ 広島大学教育学部附属中学校・高等学校 ⇒ 広島大学附属中学校・高等学校（1978年）
- 広島青年師範学校附属青年学校（1945年：高田郡吉田町）⇒《新制》広島大学青年師範学校附属中学校・高等学校 ⇒（1950年：福山市沖野上町へ移転、統合）広島大学教育学部附属福山中学校・高等学校 ⇒ 広島大学附属福山中学校・高等学校（1978年）

### 公立
- 広島外国語学校（1874年：官立）⇒ 広島英語学校（官立）⇒（広島県に移管）広島県中学校（1877年）⇒ 広島県広島中学校 ⇒ 広島県第一尋常中学校 ⇒ 広島県第一中学校 ⇒ 広島県立広島中学校 ⇒ 広島県立広島第一中学校 ⇒《新制》広島県鯉城高等学校 ⇒ 広島県広島国泰寺高等学校 ⇒ 広島県立広島国泰寺高等学校（1968年）
- 広島県立広島第二中学校（1922年）⇒《新制》広島県芸陽高等学校 ⇒ 広島県広島観音高等学校 ⇒ 広島県立広島観音高等学校（1968年）
- 広島県立広島夜間中学校 ⇒ 広島県立広島第三中学校 ⇒《新制》広島県鯉城高等学校（夜間課程）⇒ 広島県広島国泰寺高等学校（定時制課程）⇒ 広島県立広島国泰寺高等学校定時制課程
- 広島市立中学校（1942年）⇒《新制》広島市立城北高等学校 ⇒ 広島県広島基町高等学校 ⇒ 広島市立基町高等学校（1980年）
- 広島県福山中学校（1879年）⇒ 尋常中学福山誠之館 ⇒ 広島県第二尋常中学校 ⇒ 広島県第二中学校 ⇒ 広島県立福山中学校 ⇒ 広島県立福山誠之館中学校 ⇒《新制》広島県福山誠之館高等学校 ⇒ 広島県福山東高等学校 ⇒ 広島県立福山誠之館高等学校（1968年）
- 広島県第三尋常中学校（1898年）⇒ 広島県第三中学校 ⇒ 広島県立三次中学校 ⇒《新制》広島県三次高等学校 ⇒ 広島県立三次高等学校 ⇒ 広島県立三次中学校・高等学校（2019年）
- 豊田尋常中学校（1897年）⇒ 広島県第四中学校 ⇒ 広島県立忠海中学校 ⇒《新制》広島県忠海西高等学校 ⇒ 広島県忠海高等学校 ⇒ 広島県立忠海高等学校（1968年）
- 私立中学日彰館（1894年）⇒ 日彰館中学校 ⇒《新制》日彰館高等学校 ⇒（1969年：県立移管）広島県立日彰館高等学校
- 呉市立呉中学校（1907年）⇒ 広島県立呉中学校 ⇒ 広島県立呉第一中学校 ⇒《新制》広島県呉竹高等学校 ⇒（1949年：統合）広島県呉三津田高等学校 ⇒ 広島県立呉三津田高等学校（1968年）
- 広島県立呉第二中学校（1924年）⇒《新制》広島県呉真畝高等学校 ⇒ 広島県呉宮原高等学校 ⇒ 広島県立呉宮原高等学校（1968年）
- 広島県立呉第三中学校（1942年）⇒《新制》広島県広津高等学校 ⇒（統合）広島県広高等学校 ⇒ 広島県立広高等学校（1968年）
- 広島県立呉夜間中学 ⇒ 広島県立呉第一夜間中学 ⇒ 広島県立呉四中学校 ⇒《新制》広島県呉竹高等学校（夜間課程）⇒ 広島県呉三津田高等学校（定時制課程）⇒ 広島県立呉三津田高等学校定時制課程
- 広島県立芦品中学校（1921年）⇒ 広島県立府中中学校 ⇒《新制》広島県府中高等学校 ⇒ 広島県立府中高等学校（1968年）
- 私塾甲西会（1896年）⇒ 世羅郡組合立世羅中学校（1923年）⇒ 広島県立世羅中学校 ⇒《新制》広島県世羅高等学校 ⇒ 広島県立世羅高等学校（1968年）
- 広島県尾道中学校（1925年：尾道市立）⇒ 広島県立尾道中学校（1933年）⇒《新制》広島県尾道高等学校 ⇒ 広島県尾道北高等学校 ⇒ 広島県立尾道北高等学校
- 私立格致学院（1897年）⇒ 広島県格致中学校（1927年）⇒ 広島県立格致中学校 ⇒《新制》広島県格致高等学校 ⇒（広島県庄原高等学校・西城高等学校と統合）広島県比婆西高等学校 ⇒ 広島県庄原高等学校 ⇒（普通科が分離独立）広島県庄原格致高等学校 ⇒ 広島県立庄原格致高等学校（1968年）
- 広島県立三原中学校（1943年）⇒《新制》広島県浮城高等学校 ⇒ 広島県三原高等学校 ⇒（1949年：広島県三原桜南高等学校・三原市立明善高等学校と統合）広島県三原高等学校 ⇒ 広島県立三原高等学校（1968年）

### 私立
- 講学所（広島藩藩校）⇒ 講学館 ⇒ 修道館 ⇒ 私立浅野学校 ⇒ 修道学校 ⇒ 私立修道中学校（1905年）⇒《新制》修道中学校・修道高等学校
- 数理学会 ⇒ 究数学院 ⇒ 私立広陵中学 ⇒ 広陵中学校（1907年）⇒（山陽中学校と分離）広陵中学校 ⇒《新制》広陵高等学校
- 学仏場 ⇒ 進徳教校 ⇒ 広島仏教中学 ⇒ 第四仏教中学 ⇒ 崇徳中学校（1913年）⇒《新制》崇徳中学校・高等学校
- （広陵中学校から分離）山陽中学校（1921年）⇒《新制》山陽高等学校
- 広島県松本中学校（1924年）⇒（統合）広島県松本商業学校 ⇒ 広島県松本工業学校 ⇒ 広島県松本商業学校 ⇒《新制》広島県松本商業高等学校 ⇒ 広島県瀬戸内高等学校
- 新庄中学校（1926年）⇒《新制・統合》広島県新庄高等学校・附属中学校 ⇒ 広島新庄中学校・高等学校（2007年）
- 私塾（稽古屋敷）⇒ 欽明路支校 ⇒ 大正学校 ⇒ 大正中等学校 ⇒ 大正中学校（1927年）⇒ 呉港中学校 ⇒ 《新制》呉港中学校・高等学校 ⇒ 呉港高等学校
- 明道学校（1892年）⇒ 明道尋常中学校（1897年）⇒（廃校）（1923年）
- 広友中学（1918年）⇒ 財団法人己斐中学校（1921年）⇒ 旭山中学校（1928年） ⇒（閉鎖）（1933年）

## 高等女学校

### 官立
- 私立広島高等女学校（1887年：広島市天神町）⇒ 私立山中高等女学校 ⇒（1902年：広島市国泰寺町へ移転）⇒ 山中高等女学校 ⇒ 広島女子高等師範学校附属山中高等女学校（1945年3月） ⇒（1945年8月：原爆により焼失、12月に賀茂郡安浦町へ移転）⇒《新制》広島女子高等師範学校附属中学校・高等学校 ⇒ 広島大学広島女子高等師範学校附属中学校・高等学校 ⇒（1950年：福山市沖野上町へ移転、統合）広島大学教育学部附属福山高等学校 ⇒ 広島大学附属福山中学校・高等学校（1978年）

### 公立
- 広島県立高等女学校（1901年）⇒ 広島県立広島第一高等女学校 ⇒《新制》広島県広島有朋高等学校 ⇒（1949年：統合）広島県広島皆実高等学校 ⇒ 広島県立広島皆実高等学校（1968年）
- 広島県立広島第二高等女学校（1941年）⇒《新制》広島県広南高等学校 ⇒（1949年：統合）広島県広島皆実高等学校 ⇒ 広島県立広島皆実高等学校（1968年）
- 広島市立第一高等女学校（1921年）⇒《新制》広島市二葉高等学校 ⇒ 広島県広島舟入高等学校 ⇒ 広島市立舟入高等学校
- 深安郡福山町立福山女学校（1906年）⇒ 深安郡福山町立福山高等女学校（1909年）⇒ 広島県立福山高等女学校 ⇒《新制》広島県福山南高等学校 ⇒ 広島県福山葦陽高等学校 ⇒ 広島県立福山葦陽高等学校（1968年）
- 尾道市立高等女学校（1909年：一次）⇒ 広島県立尾道高等女学校（1921年）⇒《新制》広島県尾道東高等学校 ⇒ 広島県立尾道東高等学校（1968年）
- 共立尾道高等女学校（1929年：私立）⇒ 広島県栗原高等女学校（1929年：栗原町立）⇒ 尾道市立高等女学校（1937年：二次）⇒
- 私立日彰館女子部（1901年）⇒ 日彰館実科高等女学校 ⇒ 日彰館高等女学校（1919年）⇒《新制》日彰館女子高等学校 ⇒（統合）日彰館高等学校 ⇒（1969年：県立移管）広島県立日彰館高等学校
- 豊田郡立女子技芸学校（1903年）⇒ 豊田郡立豊田高等女学校（1920年）⇒ 広島県立忠海高等女学校 ⇒《新制》広島県忠海東高等学校 ⇒（1949年：統合）広島県忠海高等学校 ⇒ 広島県立忠海高等学校（1968年）
- 双三郡立技芸女学校（1908年）⇒ 双三郡立高等女学校（1920年）⇒ 広島県立三次高等女学校 ⇒《新制》広島県三次西高等学校 ⇒（統合）広島県立三次高等学校 ⇒ 広島県立三次中学校・高等学校（2019年）
- 比婆郡東城町立実科高等女学校（1919年）⇒ 広島県東城高等女学校（1920年）⇒ 広島県立東城高等女学校 ⇒《新制》広島県東城高等学校 ⇒ 広島県立東城高等学校（1968年）
- 呉市立高等女学校（1920年）⇒ 広島県立呉高等女学校 ⇒ 広島県立呉第一高等女学校 ⇒《新制》広島県呉白楊高等学校 ⇒（1949年：統合）広島県呉三津田高等学校 ⇒ 広島県立呉三津田高等学校（1968年）
- 村立江田島実科高等女学校（1929年）⇒ 江田島高等女学校（1943年）⇒《新制・統合》広島県呉竹高等学校江田島分校 ⇒ 広島県呉三津田高等学校江田島分校 ⇒（独立）広島県立江田島高等学校 ⇒（2010年：広島県呉三津田高等学校に統合）
- 広島県立呉第二高等女学校（1943年）⇒《新制》広島県緑丘高等学校 ⇒（統合）広島県広高等学校 ⇒ 広島県立広高等学校（1968年）
- 世羅郡甲山町多田道子私立裁縫所（1897年）⇒ 世羅郡女子実業学校 ⇒ 世羅郡立世羅女学校 ⇒ 広島県世羅高等女学校（1921年）⇒ 広島県立甲山高等女学校 ⇒《新制》広島県甲山高等学校 ⇒（1949年：統合）広島県世羅高等学校 ⇒ 広島県立世羅高等学校（1968年）
- 芦品郡立実科高等女学校（1912年）⇒ 芦品郡立芦品高等女学校（1922年）⇒ 広島県立府中高等女学校 ⇒《新制》広島県府中東高等学校 ⇒（1949年：統合）広島県府中高等学校 ⇒ 広島県立府中高等学校（1968年）
- 広島県三原実科高等女学校（1920年）⇒ 広島県御調郡立三原実科高等女学校 ⇒ 広島県立三原高等女学校（1923年：広島県女子師範学校に併設）⇒《新制》広島県三原桜南高等学校 ⇒（1949年：統合）広島県三原高等学校 ⇒ 広島県立三原高等学校（1968年）
- 三原町家政女学校（1928年）⇒ 広島県三原実科高等女学校 ⇒ 三原市立三原高等女学校（1943年）⇒《新制》三原市立明善高等学校 ⇒ （1949年：統合）広島県三原高等学校 ⇒ 広島県立三原高等学校（1968年）
- 私立西条女学校（1906年）⇒ 私立西条実科高等女学校 ⇒ 町村組合立広島県賀茂高等女学校（1923年）⇒ 広島県立賀茂高等女学校 ⇒《新制》広島県賀茂高等学校 ⇒（西条農業高と統合）広島県西条高等学校 ⇒（西条農業高と分離独立）広島県賀茂高等学校 ⇒ 広島県立賀茂高等学校（1968年）
- 甲奴郡実科高等女学校（1920年） ⇒ 広島県立上下高等女学校（1923年）⇒《新制》広島県上下高等学校 ⇒（広島県上下農林高等学校と統合）広島県上下高等学校 ⇒ 広島県立上下高等学校（1968年）
- 広島県沼隈郡立実科高等女学校（1921年）⇒ 広島県立松永高等女学校（1923年）⇒《新制》広島県松永高等学校 ⇒ 広島県立松永高等学校（1968年）
- 高田郡坂、長田、戸島の3か村組合立技芸女学校（1919年）⇒ 高田郡坂村他2か村学校組合立高等女学校（1923年）⇒ 向原村立高等女学校 ⇒ 向原町立高等女学校 ⇒《新制》（高田郡南部9か町村学校組合立）広島県向原高等学校 ⇒（1948年：県立移管）⇒ 広島県立向原高等学校（1968年）
- 私立白市実科女学校（1909年：賀茂郡東高屋村白市）⇒ 白市高等女学校（1923年）⇒（1925年：賀茂郡河内町へ移転）広島県河内高等女学校 ⇒ 財団法人広島県河内高等女学校 ⇒《新制》河内学園河内高等学校 ⇒（1968年：河内町に移管）広島県河内町立河内高等学校 ⇒（1974年：県立に移管）広島県立河内高等学校
- 私立福山女学校 ⇒ 女徳福山女学校 ⇒ 門田女学校 ⇒ 門田高等女学校（1925年）⇒《新制》広島県門田女子高等学校 ⇒ 広島県門田高等学校 ⇒ 門田学園広島県福山女子高等学校 ⇒ 福山市立福山高等学校 ⇒ 福山市立福山中・高等学校（2004年）
- 私立翠栄舎 ⇒ 増川実科女学校 ⇒ 増川高等女学校（1926年）⇒《新制》増川学園増川高等学校 ⇒ 広島県立北陽高等学校 ⇒ 広島県立福山明王台高等学校
- 高田郡組合立高田農学校女子部 ⇒ 高田郡組合立吉田女子技芸学校 ⇒ 吉田高等女学校（1926年）⇒ 広島県立吉田高等女学校 ⇒《新制》広島県吉田高等学校 ⇒ 広島県立吉田高等学校
- 可部町立実科高等女学校 ⇒ 安佐郡可部町外八か村組合立可部実科高等女学校 ⇒ 広島県立可部高等女学校（1926年）⇒《新制》広島県立可部高等学校
- 私立竹原女学校 ⇒ 広島県立竹原高等女学校（1928年）⇒《新制・統合》広島県竹原高等学校
- 広島県三津実科高等女学校（1940年：豊田郡安芸津町三津）⇒ 広島県三津高等女学校（1943年）⇒《新制》広島県立竹原高等学校 安芸津分校 ⇒（分離・統合）広島県立豊田高等学校
- 広島県内海実科高等女学校（1940年：豊田郡安浦町内海）⇒ 広島県内海高等女学校（1943年）⇒《新制》広島県立竹原高等学校 安浦分校 ⇒（分離・統合）広島県立豊田高等学校
- 瀬戸田町立瀬戸田実科高等女学校 ⇒ 瀬戸田町立瀬戸田高等女学校（1931年）⇒ 財団法人瀬戸田学園瀬戸田高等女学校 ⇒《新制》財団法人瀬戸田学園瀬戸田高等学校 ⇒ 瀬戸田町立広島県瀬戸田高等学校 ⇒ 広島県立瀬戸田高等学校
- 御調郡土生町女子実業補習学校 ⇒ 御調郡土生町立広島県土生実科高等女学校 ⇒ 広島県土生高等女学校（1936年）⇒ 広島県立土生高等女学校 ⇒《新制》広島県土生高等学校 ⇒ 広島県立因島高等学校
- 広島県立海田高等女学校（1942年）⇒（新制）広島県海田高等学校
- 大竹女子実業補習学校 ⇒ 大竹実料女学校 ⇒ 広島県大竹実料高等女学校 ⇒ 広島県大竹高等女学校（1943年）⇒《新制》広島県大竹高等学校 ⇒ 広島県立大竹高等学校
- 豊田郡中野村立広島県芸陽実科高等女学校 ⇒ 広島県芸陽高等女学校（1943年）⇒《新制》広島県中野村立芸陽高等学校 ⇒（統合）広島県立甲陽高等学校 ⇒ 広島県立大崎高等学校 ⇒ 広島県立大崎海星高等学校
- 広島県西城町立実科高等女学校（1928年）⇒ 広島県町立西城高等女学校（1943年）⇒《新制》西城町立西城高等学校 ⇒ 広島県立比婆西高等学校西城分校 ⇒ 西城町立西城高等学校 ⇒ 広島県立西城高等学校 ⇒ 広島県立西城商業高等学校 ⇒ 広島県立西城紫水高等学校
- 大柿実科高等女学校（1940年：佐伯郡大柿町）⇒ 大柿高等女学校（1943年）⇒《新制》広島県立大柿高等学校
- 中村実科高等女学校（1940年：佐伯郡中村）⇒ 中村高等女学校（1943年）⇒《新制・統合》広島県立大柿高等学校
- 広島県安芸郡音戸町立音戸実科女学校（1940年）⇒ 音戸町立音戸高等女学校（1944年）⇒《新制》広島県音戸高等学校 ⇒ 広島県立音戸高等学校
- 至誠興亜女子学校 ⇒ 至誠高等女学校（1946年）⇒《新制》私立至誠女子高等学校 ⇒ 広島県立至誠高等学校 ⇒（統合）広島県立戸手高等学校
- 広島県鞆実科高等女学校（1928年）

### 私立
- 新庄女学校（1909年：山県郡新庄村）⇒ 新庄実科高等女学校 ⇒ 新庄高等女学校（1922年）⇒《新制・統合》広島県新庄高等学校・附属中学校 ⇒ 広島新庄中学校・高等学校（2007年）
- 広島技芸女学校（1915年）⇒ 広島実科高等女学校 ⇒ 安田高等女学校（1922年）⇒《新制》安田女子中学校・高等学校
- 祇園高等女学校（1925年：安佐郡祇園村）⇒《新制》大下学園祇園高等学校 ⇒（2007年：経営権移動）AICJ中学校・高等学校
- 安芸高等女学校 （1925年）⇒《新制》安芸女子高等学校 ⇒（1954年：廃校、付属幼稚園のみ存続[1]）
- 婦徳実科女学校（1926年）⇒ 婦徳高等女学校（1927年）⇒《新制》猪野学園聖徳中学校・高等学校 ⇒（1954年：廃校）
- 常盤高等女学校（1927年：広島市東観音町）⇒ 西高等女学校 ⇒（1945年：原爆により全壊、廃校）
- 山陽高等女学校（1928年）⇒《新制》山陽女子中学校・高等学校 ⇒ 山陽女学園中等部・高等部
- 広島女学会（1886年）⇒ 私立英和女学校 ⇒ 私立広島女学校（1896年）⇒ 広島女学院高等女学部（1932年）⇒《新制》広島女学院中学校・高等学校
- 進徳女子校（1908年）⇒ 進徳実科高等女学校 ⇒ 進徳高等女学校（1935年）⇒《新制》進徳女子高等学校
- 広島昭和高等女学校（1939年）⇒ 比治山高等女学校 ⇒《新制》比治山女子中学校・高等学校
- 呉淑徳高等女学校 ⇒《新制・統合》清水ヶ丘高等学校
- 土肥縫製女学校（1908年：賀茂郡中黒瀬村）⇒ 土肥女学校 ⇒ 土肥高等女学校 ⇒《新制・統合》清水ヶ丘高等学校
- 呉精華高等女学校 ⇒《新制・統合》清水ヶ丘高等学校
- 私立広島商業実践女学校 ⇒ 広島実践高等女学校 ⇒《新制》鈴峯女子中学校・高等学校 ⇒ 広島修道大学附属鈴峯女子中学校・高等学校 ⇒ 広島修道大学ひろしま協創中学校・高等学校（2019年）

## 実業学校

### 官立
- 芸陽商船学校 ⇒ 広島県商船学校 ⇒ （運輸省所管）広島商船学校 ⇒ 国立広島商船高等学校 ⇒ 国立広島商船高等専門学校

### 公立
- 広島県職工学校 ⇒ 広島県立職工学校 ⇒ 広島県立工業学校 ⇒ 広島県立広島工業学校 ⇒ 広島県広島工業高 ⇒ 広島県広島皆実高に統合（工業課程）⇒ 広島県広島工業高 ⇒ 広島県立広島工業高等学校
- 広島商業学校 ⇒ 広島県広島商業学校 ⇒ 広島県立広島商業学校 ⇒ 広島県広島商業高 ⇒ 広島県広島観音高および広島県広島基町高の商業科に収容され廃止 ⇒ 広島県広島商業高 ⇒ 広島県立広島商業高等学校
- 広島工業専修学校 ⇒ 広島県広島市工業専修青年学校 ⇒ 広島市工業学校 ⇒ 広島市立第二工業学校 ⇒ 広島市中央工業高 ⇒ 広島県広島千田高 ⇒ 広島県広島市工業高 ⇒ 広島市立広島工業高等学校
- 広島市商業学校 ⇒ 広島市造船工業学校 ⇒ 広島県広島観音高および広島県広島基町高の商業科に収容され廃止 ⇒ 広島県広島市商業高 ⇒ 広島市立広島商業高等学校
- 広島市商業補習学校 ⇒ 広島市商業専修学校 ⇒ 広島市立商業専修青年学校 ⇒ 広島市第二商業学校 ⇒ 広島市立第二商業学校 ⇒ 広島市商業高に統合（定時制）⇒ 広島県広島基町高に統合（定時制）⇒ 広島県広島市商業高 ⇒ 広島県広島大手町商業高 ⇒ 広島市立大手町商業高等学校
- 呉市立工業学校 ⇒ 呉市立工業高 ⇒ 広島県呉阿賀高 ⇒ 広島県呉工業高 ⇒ 広島県立呉工業高等学校
- 佐伯郡立工業徒弟学校 ⇒ 広島県佐伯工業学校 ⇒ 広島県廿日市工業学校 ⇒ 広島県廿日市工業高 ⇒ 広島県廿日市高 ⇒ 工業科を広島県広島工業高及び広島県立宮島工業高等学校へ分離 ⇒ 広島県立廿日市高等学校
- 広島県立西条農学校 ⇒ 広島県西条農業高 ⇒ 広島県西条高（広島県賀茂高と統合）⇒ 広島県西条農業高（広島県賀茂高と分離する形で独立）⇒ 広島県立西条農業高等学校
- 比婆郡立庄原実業学校 ⇒ 広島県立庄原実業学校 ⇒ 広島県庄原高 ⇒ 広島県比婆西高（広島県格致高・西城高と統合）⇒ 広島県庄原高 ⇒　広島県庄原実業高（広島県庄原格致高と分離する形で独立）⇒ 広島県立庄原実業高等学校
- 双三郡高等実業補習学校 ⇒ 双三実践農学校 ⇒ 広島県立双三実業学校 ⇒ 広島県双三高 ⇒ 広島県塩町高 ⇒ 広島県三次工業高 ⇒ 広島県立三次工業高 ⇒ 広島県立三次青陵高等学校
- 甲奴郡立第一高等実業補習学校 ⇒ 広島県立上下農学校 ⇒ 広島県上下農林高 ⇒（統合）広島県立上下高等学校
- 高田郡組合立高田農学校 ⇒ 高田郡立吉田農学校 ⇒ 広島県立吉田農学校 ⇒ 広島県吉田農業高 ⇒（統合）広島県立吉田高等学校

### 私立
- 山陽商業学校 ⇒ 山陽高等学校
- 私立松本学校 ⇒ 松本商業実務学校 ⇒ 広島県松本商業学校 ⇒ 広島県松本工業学校 ⇒ 広島県松本商業学校 ⇒ 広島県松本商業高 ⇒ 広島県瀬戸内高等学校
- 呉商業学校 ⇒ 呉港工業学校 ⇒《新制》呉港中学校・高等学校 ⇒ 呉港高等学校
- 広島女子商業学校 ⇒ 広島女子商業高 ⇒ 広島安芸女子大学高 ⇒ 立志舘広島高 ⇒ 広島女子商学園高 ⇒ 広島翔洋高等学校
- 広島電鉄家政女学校 ⇒（廃校）
- 旭山商業学校（1928年） ⇒（閉鎖）（1933年）
- 三原工業学校 ⇒ 広島県三原工業高 ⇒ 如水館高等学校
- 盈進商業実務学校 ⇒ 私立盈進商業学校 ⇒ 盈進工業学校 ⇒ 盈進商業高 ⇒ 盈進高等学校
- 福山家政女学校 ⇒ 門田実科女学校 ⇒（門田高等女学校に統合）

## その他
- 私立修道学校 ⇒ 第二修道中学校 ⇒ 修道高等学校定時制
- 実業夜学会 ⇒ 究教学院商丁学校 ⇒ 私立広島実業中学 ⇒ 鮮城中学（旧） ⇒ 城南中学（財団法人石田学園） ⇒ 広島中学
- 鮮城中学（新；財団法人広陵中学校）
- 海城中学
- 呉中等海城学校
- 私立呉英語学校
- 呉陽学院
- 私立広島育英学校
- 私立興文中学
- 旭山夜間中学
- 呉中学
- 広島県立呉夜間中学 ⇒ 広島県立呉第一夜間中学 ⇒ 広島県立呉第四中学校 ⇒ 広島県立呉竹高等学校 ⇒ 広島県立呉三津田高等学校定時制
- 広島県立広島第一夜間中学 ⇒ 広島県立広島夜間中学 ⇒ 広島県立広島第三中学校 ⇒ 広島県立鯉城高等学校 ⇒ 広島県立広島国泰寺高等学校定時制
- 広島県立呉第二夜間中学 ⇒ 広島県立呉第五中学校 ⇒ 広島県立呉真畝高等学校 ⇒ 広島県立呉宮原高等学校定時制